# Blond (bier)

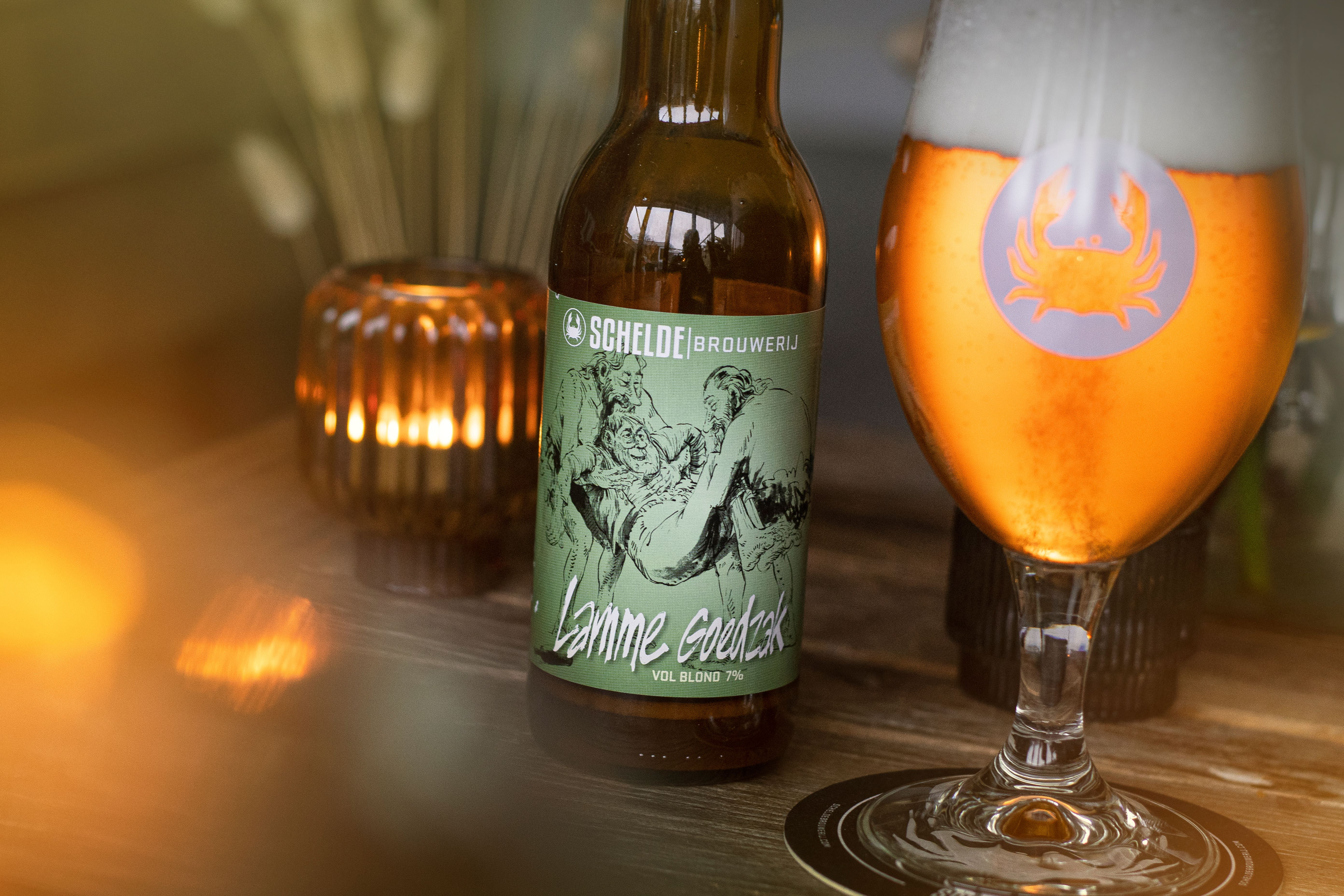
Blond bier Lamme Goedzak (7%) van Scheldebrouwerij.

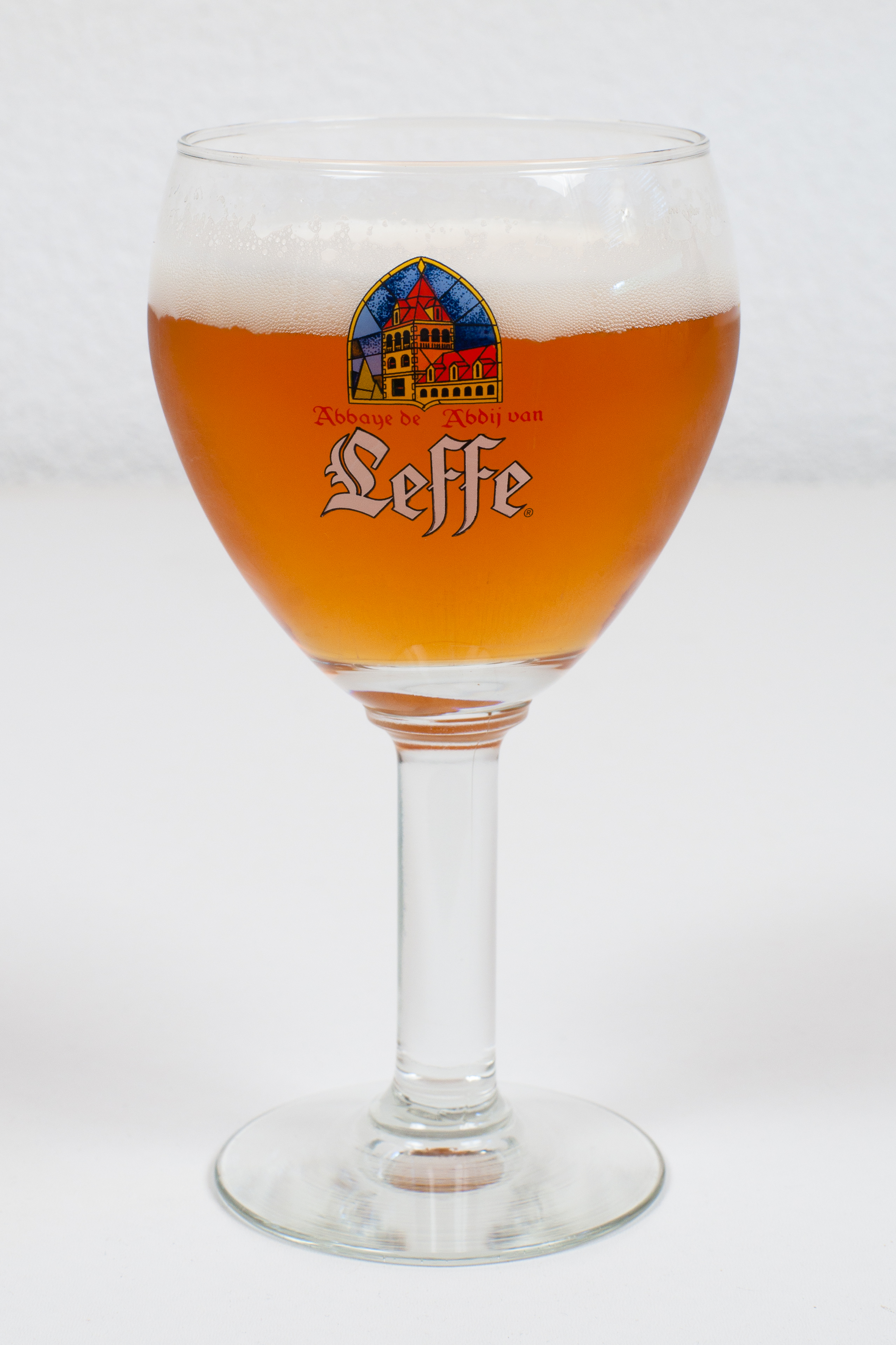
Leffe Blond, een blond bier van brouwerij InBev.

Een blond is een bier met een goudgele kleur. In principe is een blond bier van hoge gisting, blonde bieren van lage gisting worden doorgaans pils of dort genoemd. Net als bij deze ondergistende bieren wordt voor blond bier van lichte moutsoorten als pilsenermout gebruikgemaakt. Het alcoholpercentage kan variëren.
De smaak van een blond bier is over het algemeen soepel. De lichte mouten hebben meestal niet zo'n uitgesproken smaak, zodat hop en gist de boventoon voeren. Met name Belgische blonde bieren kunnen door de gebruikte gisten een fruitig boeket hebben. In Nederlandse blonde bieren zal deze fruitigheid eerder met aromatische hop worden bereikt, wat een bitterdere smaak tot gevolg heeft. Met de hoptrend van de laatste jaren zijn er sterk gehopte blonde bieren op de markt gekomen die ook wel IPA's worden genoemd. 
Blonde bieren van hoge gisting zullen in het Verenigd Koninkrijk meestal als pale ale worden geklasseerd, terwijl blonde bieren in Duitsland meestal ondergistend zijn. De aanduiding blond heeft dus in de meeste gevallen betrekking op bovengistende blonde bieren uit België, Nederland en in mindere mate Frankrijk.

## Geschiedenis
De populariteit van blonde bieren is een relatief recent verschijnsel. In het verleden werden er wel bovengistende bieren met lichte moutsoorten gebrouwen, maar ze werden vaak niet zo hoog gewaardeerd als donkerdere, amberkleurige bieren met een betere mout. Dit veranderde met de opkomst van het pils, een bier dat juist wel met lichte moutsoorten wordt gebrouwen en al snel heel populair werd. Brouwers van traditionele bovengistende bieren zagen hun marktaandeel teruglopen. Aanvankelijk werd in België de strijd tegen het pilsener gevoerd met lichte amberkleurige bieren als Palm en De Koninck, maar de opmars van het pils in de Lage Landen viel niet te stuiten. In de tweede helft van de 20e eeuw brachten steeds meer brouwers een blond bier van hoge gisting op de markt, vaak in de traditie van de Westmalle tripel, een zware blonde die al in de jaren 30 was ontstaan (en toen overigens nog niet "tripel" heette). Hoewel ook deze bieren nooit de populariteit van pils evenaarden, werden ze bij een kleiner publiek erg populair en veroverden blonde bieren in hoog tempo de speciaalbiermarkt in Nederland en België. Tegenwoordig heeft bijna iedere brouwer wel een bovengistend blond bier in het assortiment.

## Stijlen

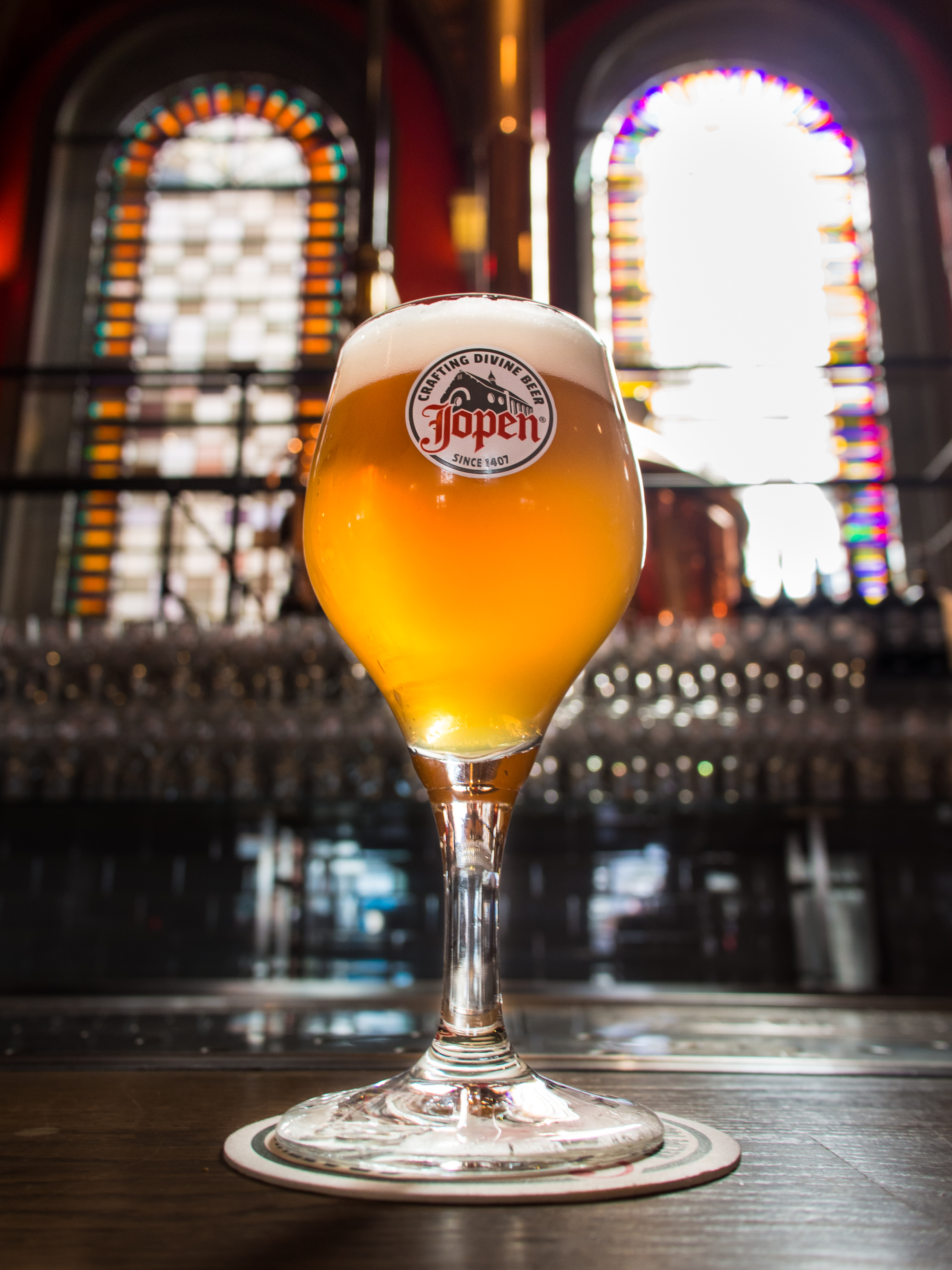
Een modern blond bier van Jopen

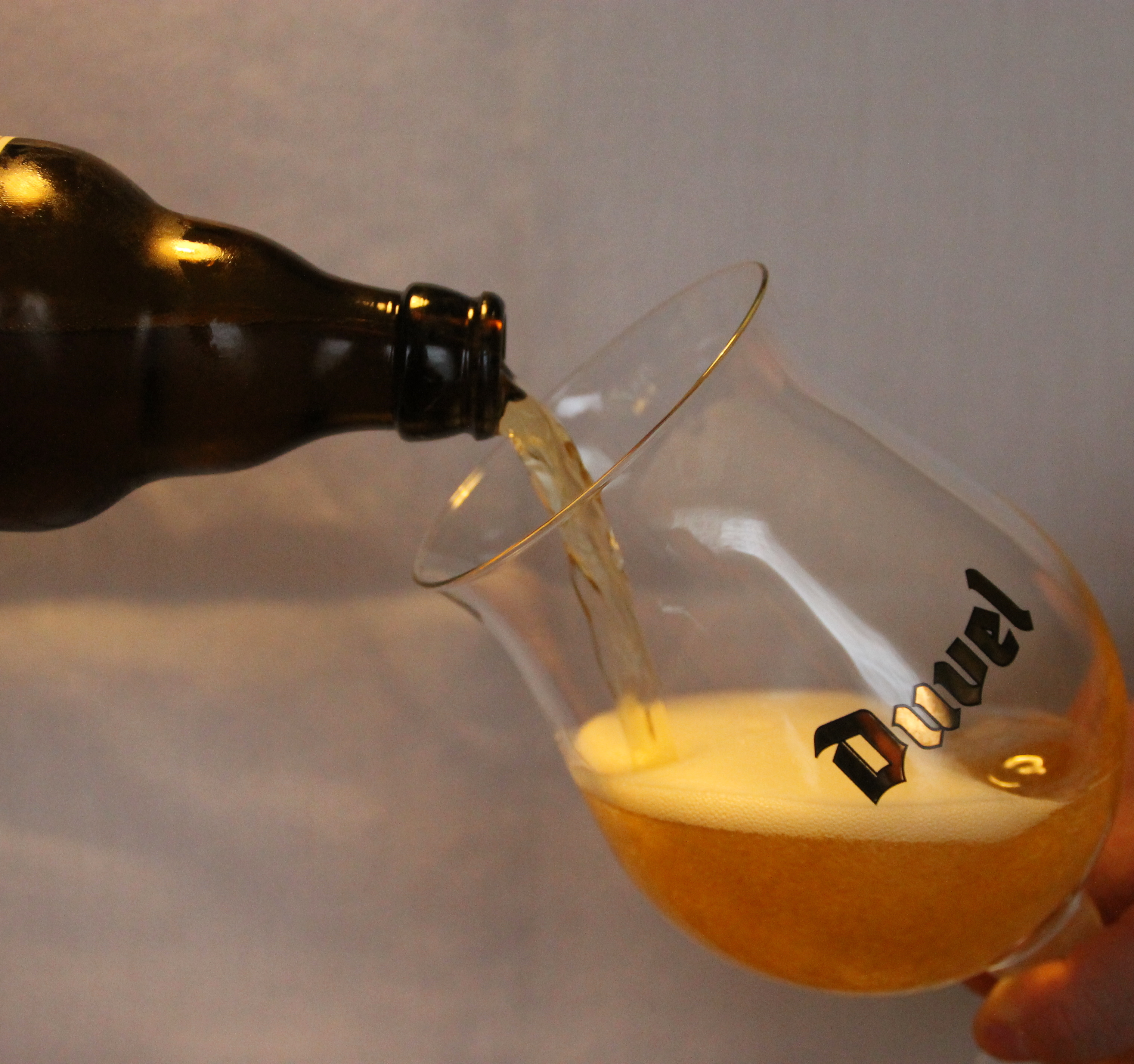
Het inschenken van een Duvel

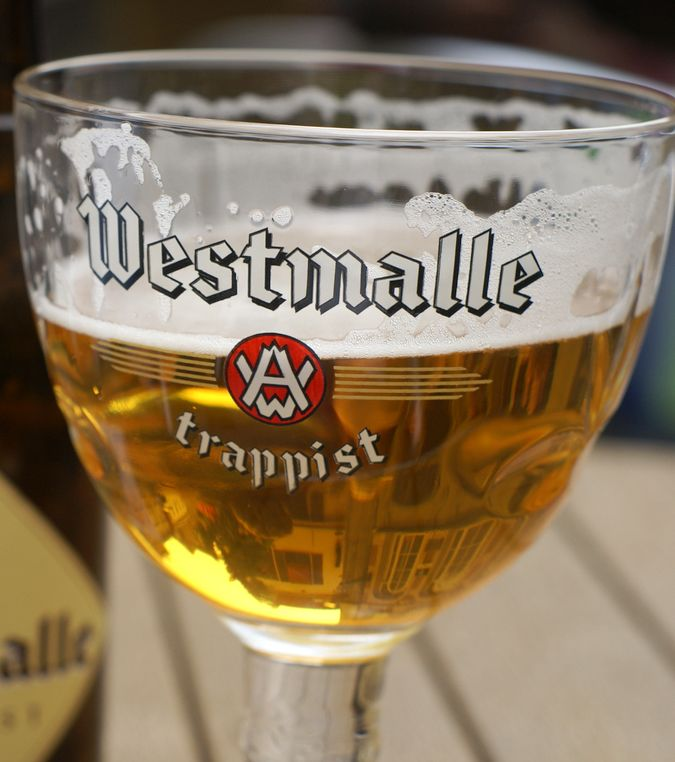
De Westmalle Tripel was een belangrijke inspiratiebron voor veel blonde bieren.

Er bestaan verschillende stijlen blond bier. De grens tussen de verschillende stijlen is niet altijd duidelijk. Aanduidingen verschillen per land en ook per periode.
HoppenbierIn de Middeleeuwen werd bier zelden gehopt: meestal werd het gerstenat met een mengeling van kruiden op smaak gebracht. Omdat hop conserverende kwaliteiten heeft werd het vanaf de late middeleeuwen, toen bier steeds vaker verhandeld werd en langer houdbaar moest zijn, een populair ingrediënt in het bier. De nieuwe gehopte bieren werden wel "hoppenbier" genoemd. Over de precieze kleur en smaak van deze eerste hoppenbieren is niet veel bekend, maar het is onwaarschijnlijk dat zij allemaal blond geweest zullen zijn (hoewel lichte moutsoorten als haver en tarwe wel veelvuldig werden gebruikt). Moderne Nederlandse brouwers die zich door oude recepten uit eigen land laten inspireren hebben nieuwe hoppenbieren op de markt gebracht, die wel duidelijk in de traditie van blonde ales staan. Voorbeelden zijn de Jopen Hoppen en het Blond Hoppenbier van Witte Klavervier.
IPAEen India Pale Ale is een blond- of amberkleurig bier met veel hop. Lang niet alle IPA's zijn blond, al passen de Nederlandse en Belgische voorbeelden van deze stijl vaak wel in de traditie van blonde bovengistende bieren. De IPA's onderscheiden zich vooral door het gebruik van grote hoeveelheden aromatische hop, die het bier een uitgesproken bitterheid geven. De stijl is ontstaan in Europa, maar is groot geworden in Amerika, waar aromatische hopvariëteiten groeien die veel smaakvariatie mogelijk maken. Met name in Nederland zijn bieren in deze stijl de laatste jaren erg populair geworden, maar ook in België wordt er met extra hoppig blond bier geëxperimenteerd.
KölschHet gewone bier in Keulen is een blond bier met een laag alcoholpercentage, een toegankelijke smaak en een niet al te hoog stamwortgehalte: kölsch. Dit Keulse bier komt vrij dicht bij de smaak en beleving van een pilsener. Veel Nederlandse brouwers die alleen bovengistend brouwen hebben een Kölsch in het assortiment, om zo toch aansluiting te vinden bij het verwachtingspatroon van de pilsdrinker. Niet zelden worden deze bieren ook onder een naam die naar pils verwijst verkocht: de Plzeň van 't IJ verwijst bijvoorbeeld naar de stad Plzeň, waar het eerste pilsener werd gebrouwen.
SaisonDe typische bierstijl van Henegouwen heeft zowel blonde als amberkleurige vertegenwoordigers. De basis van een saison was oorspronkelijk een licht bier dat in het voorjaar werd uitgebracht, en relatief zwaar was gehopt om de onderontwikkelde moutsmaak te compenseren en om houdbaar te zijn in de warme zomermaanden. De traditionele saisons zijn amber- of koperkleurig, maar steeds meer brouwerijen maken een blonde saison om aan te sluiten bij de verwachtingen van de bierdrinker. Een bekend voorbeeld van een blonde, sterke saison is de Saison Dupont.
Sterke BlondeDe toenemende vraag naar blond bier en de fascinatie van het publiek voor bier met veel alcohol leidde in België tot de creatie van zware blonde bieren. Het bekendste voorbeeld van deze stijl is wel de Duvel, een bier met vrij veel koolzuur, een toegankelijke smaak en veel alcohol. In navolging van dit bier zijn veel andere sterke blonde bieren op de markt gebracht, die soms wel "Duvelse bieren" worden genoemd. De Bierstijlengids van Derek Walsh spreekt van een sterke blonde. Hoewel kleur en schuimkraag duidelijk aan pils refereren, hebben deze bieren doorgaans wel een veel vollere smaak en worden ze ook door bierliefhebbers hoog gewaardeerd.
TripelHoewel een tripel strikt genomen geen blond bier hoeft te zijn, zijn de meeste moderne tripels dat wel, in navolging van de Westmalle Tripel. Veel brouwers maken een licht en een zwaar blond bier: het lichte bier, met een alcoholpercentage van rond de 5%, brengen ze dan als blond op de markt, het zwaardere bier (rond de 8%) wordt als een tripel verkocht. De grens tussen een tripel en een sterke blonde is moeilijk te trekken. Hoewel de naam verwijst naar de trappistentraditie, worden de meeste tripels niet in kloosters gebrouwen, maar gewoon in commerciële brouwerijen. Andere voorbeelden van tripels zijn Tripel Karmeliet en Hop Ruiter van Scheldebrouwerij.